# Tamonea
Tamonea, biljni rod iz porodice sporiševki (Verbenaceae) smješten u tribusu Casselieae. Sastoji se od 6 vrsta, uglavnom polugrmova, iz Meksika, Kariba i Srednje i Južne Amerike.  . Opisan je u Histoire des Plantes de la Guiane Françoise 2: 659–660. 1775.

## Vrste
1. Tamonea boxiana (Moldenke) R.A.Howard; Portoriko; Antigua; Barbuda
2. Tamonea curassavica (L.) Pers.
3. Tamonea euphrasiifolia B.L.Rob.; meksički endem
4. Tamonea juncea Schauer; brazilski endem
5. Tamonea spicata Aubl.; tipična vrsta
6. Tamonea subbiflora Urb. & Ekman